# Gare de Bayeux
La gare de Bayeux est une gare ferroviaire française de la ligne de Mantes-la-Jolie à Cherbourg, située sur le territoire de la commune de Bayeux, dans le département du Calvados, en région Normandie.
C'est une gare de la Société nationale des chemins de fer français (SNCF), desservie par des trains TER Normandie.

## Situation ferroviaire
Établie à 50 mètres d'altitude, la gare de Bayeux est située au point kilométrique (PK) 268,776 de la ligne de Mantes-la-Jolie à Cherbourg, entre les gares ouvertes d'Audrieu et du Molay-Littry.

## Histoire
La gare de Bayeux ouvre le 17 juillet 1858, lorsque la ligne de Mantes à Caen est prolongée jusqu'à Cherbourg.

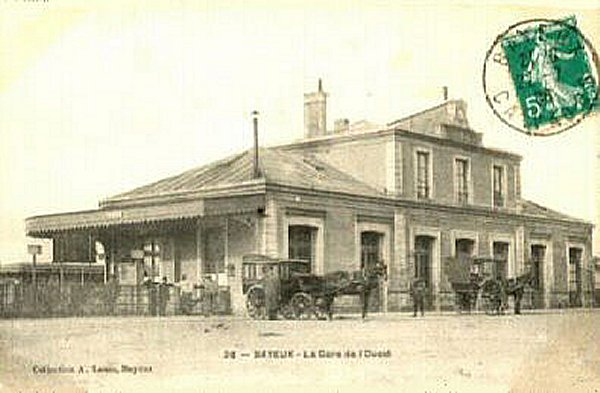
La gare de Bayeux, au début du XXe siècle.

## Fréquentation
De 2015 à 2023, selon les estimations de la SNCF, la fréquentation annuelle de la gare s'élève aux nombres indiqués dans le tableau ci-dessous.
| Année                     | 2015    | 2016    | 2017    | 2018    | 2019    | 2020    | 2021    | 2022    | 2023    |
| ------------------------- | ------- | ------- | ------- | ------- | ------- | ------- | ------- | ------- | ------- |
| Voyageurs                 | 555 799 | 530 050 | 547 532 | 489 769 | 572 729 | 312 198 | 375 364 | 546 928 | 627 707 |
| Voyageurs + non voyageurs | 585 052 | 557 947 | 576 350 | 515 547 | 602 873 | 328 630 | 395 120 | 575 714 | 660 744 |

## Service des voyageurs

### Accueil
Gare SNCF, elle dispose d'un bâtiment voyageurs, avec guichets ouverts tous les jours. Elle est équipée d'automates pour l'achat de titres de transport. C'est une gare « Accès Plus : service d'accompagnement des personnes handicapées ». Jusqu'en 2018, la traversée des voies avait lieu par un passage souterrain. Celui-ci est désormais remplacé par une passerelle flanquée de deux ascenseurs. 

### Desserte
Bayeux est desservie par des trains TER Normandie, qui effectuent notamment des missions sur les relations de Paris-Saint-Lazare à Cherbourg et de Caen à Rennes.

### Intermodalité
Un parc pour les vélos et un parking pour les véhicules sont aménagés. Un arrêt permet des correspondances avec des lignes départementales du réseau des Bus verts et du réseau urbain Bybus.

Installations et desserte
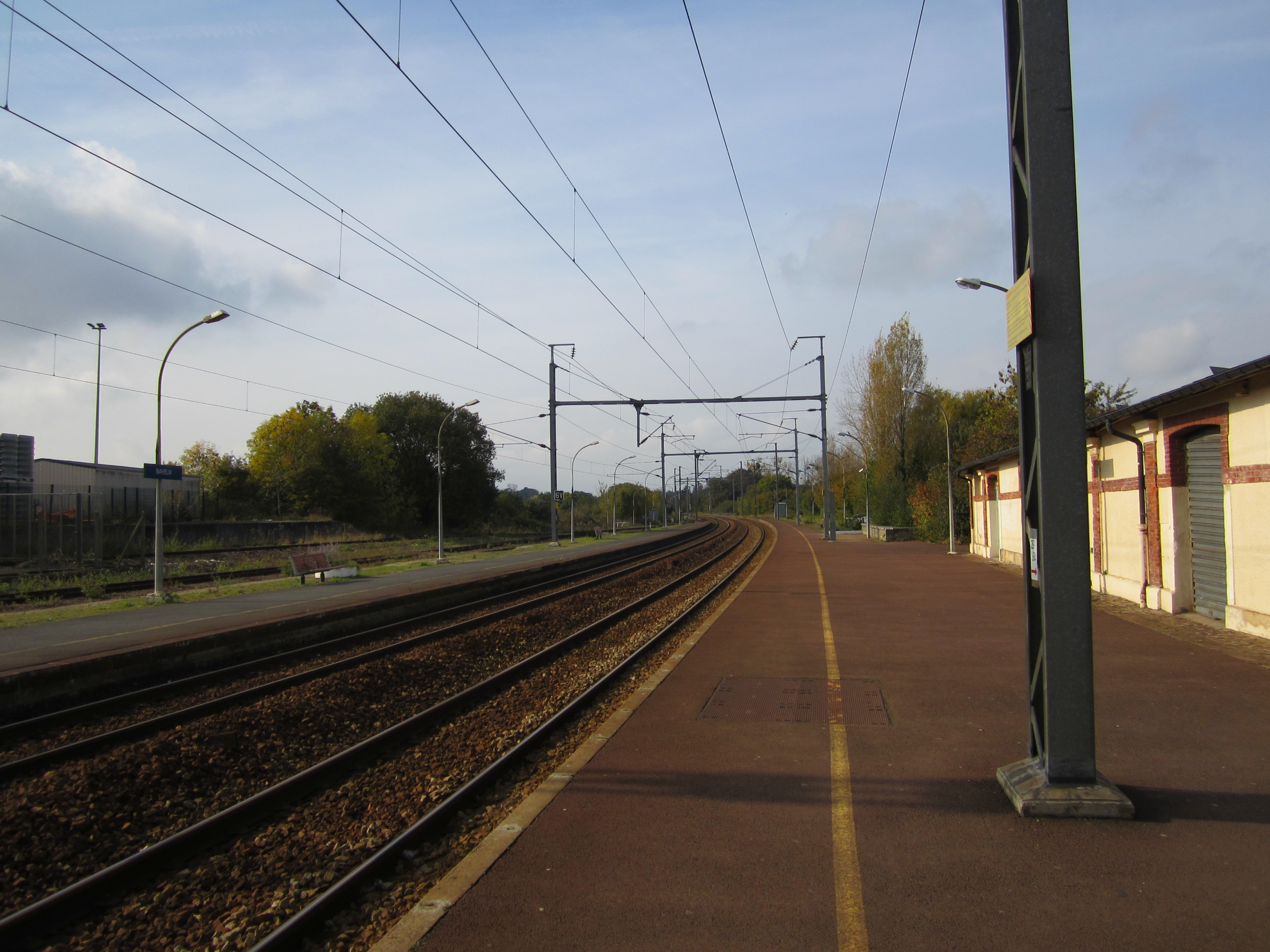
Voies et quais.
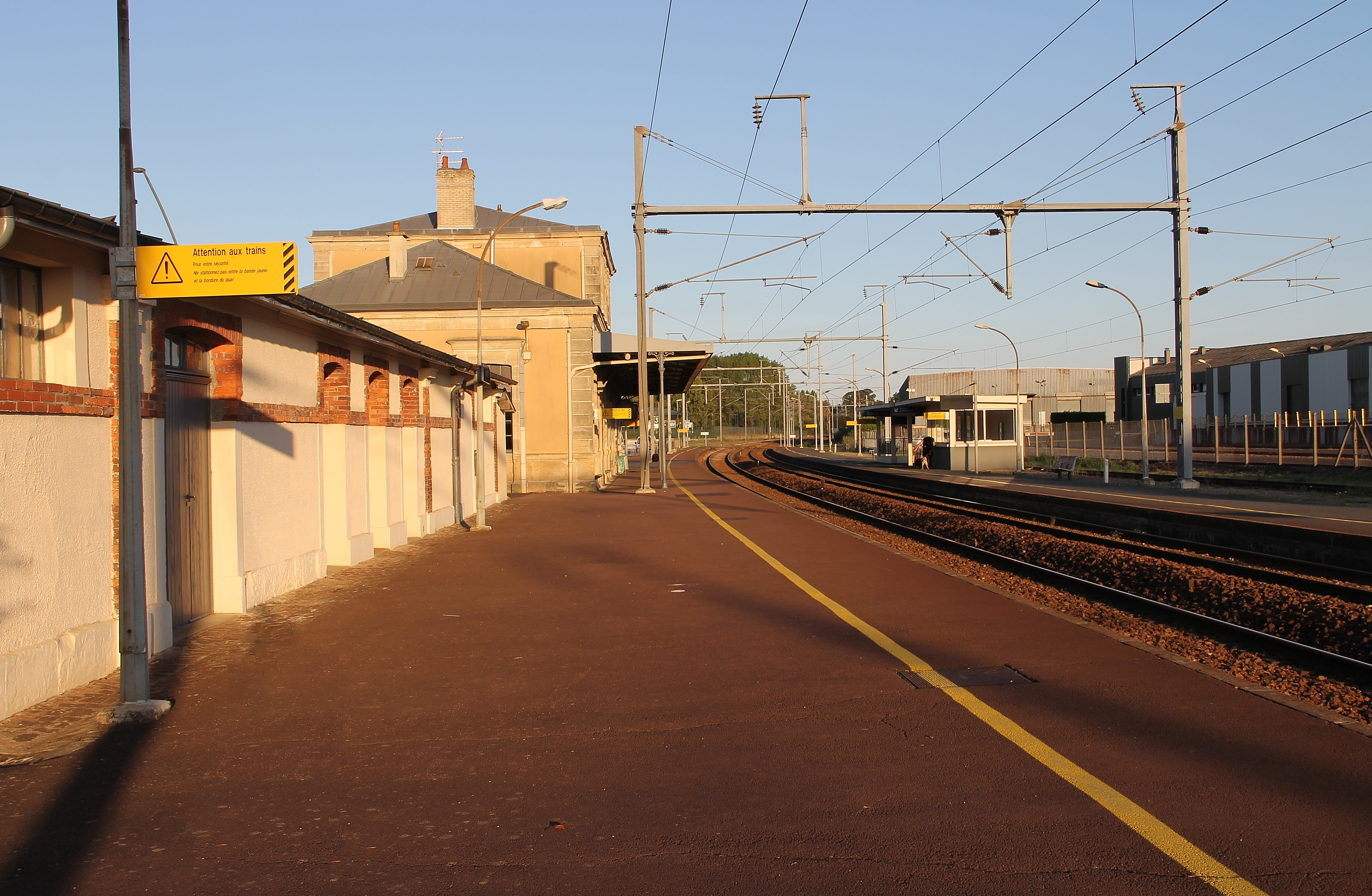
Direction de Caen avant la construction de la passerelle.
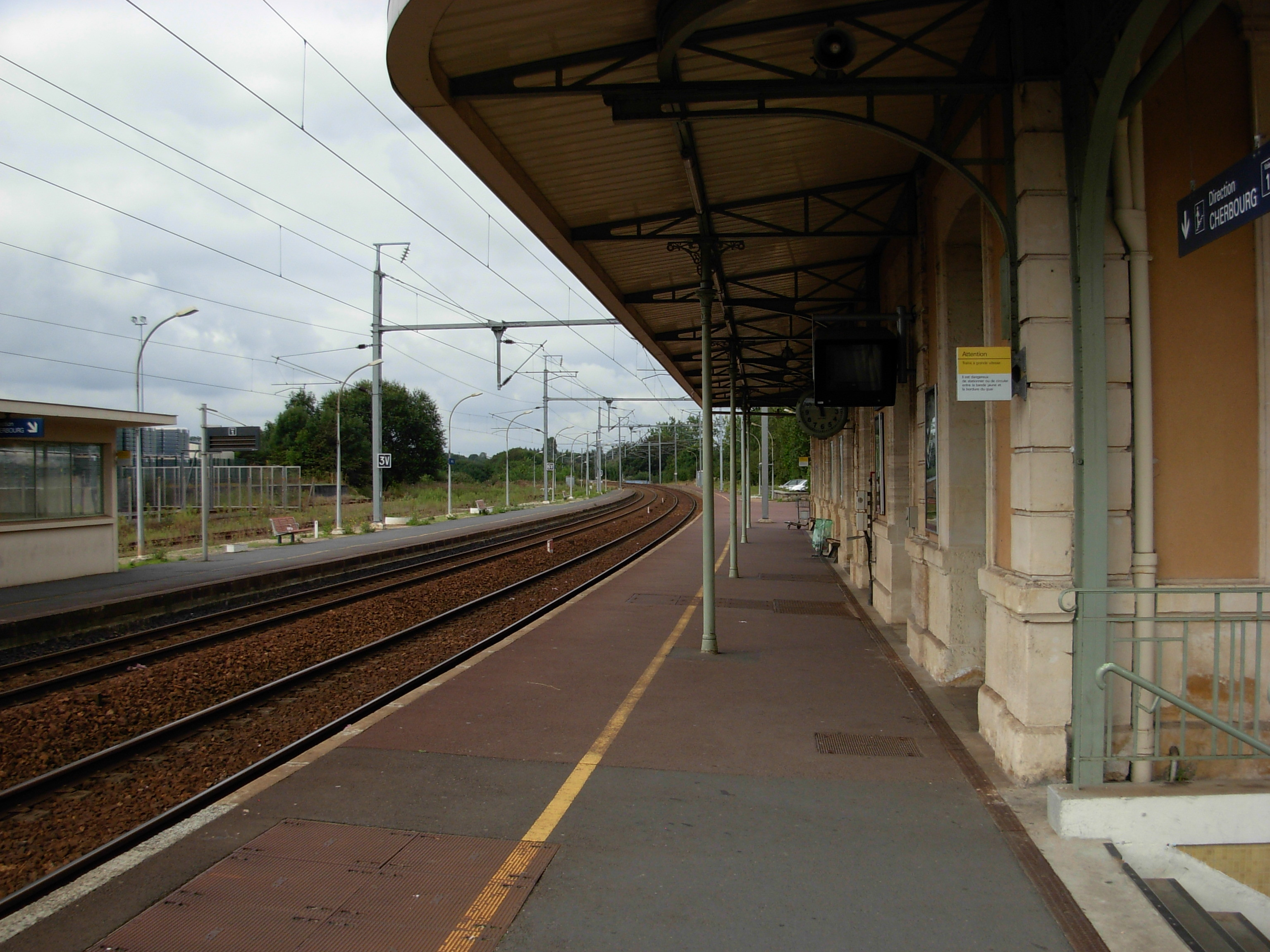
Voies et quais.
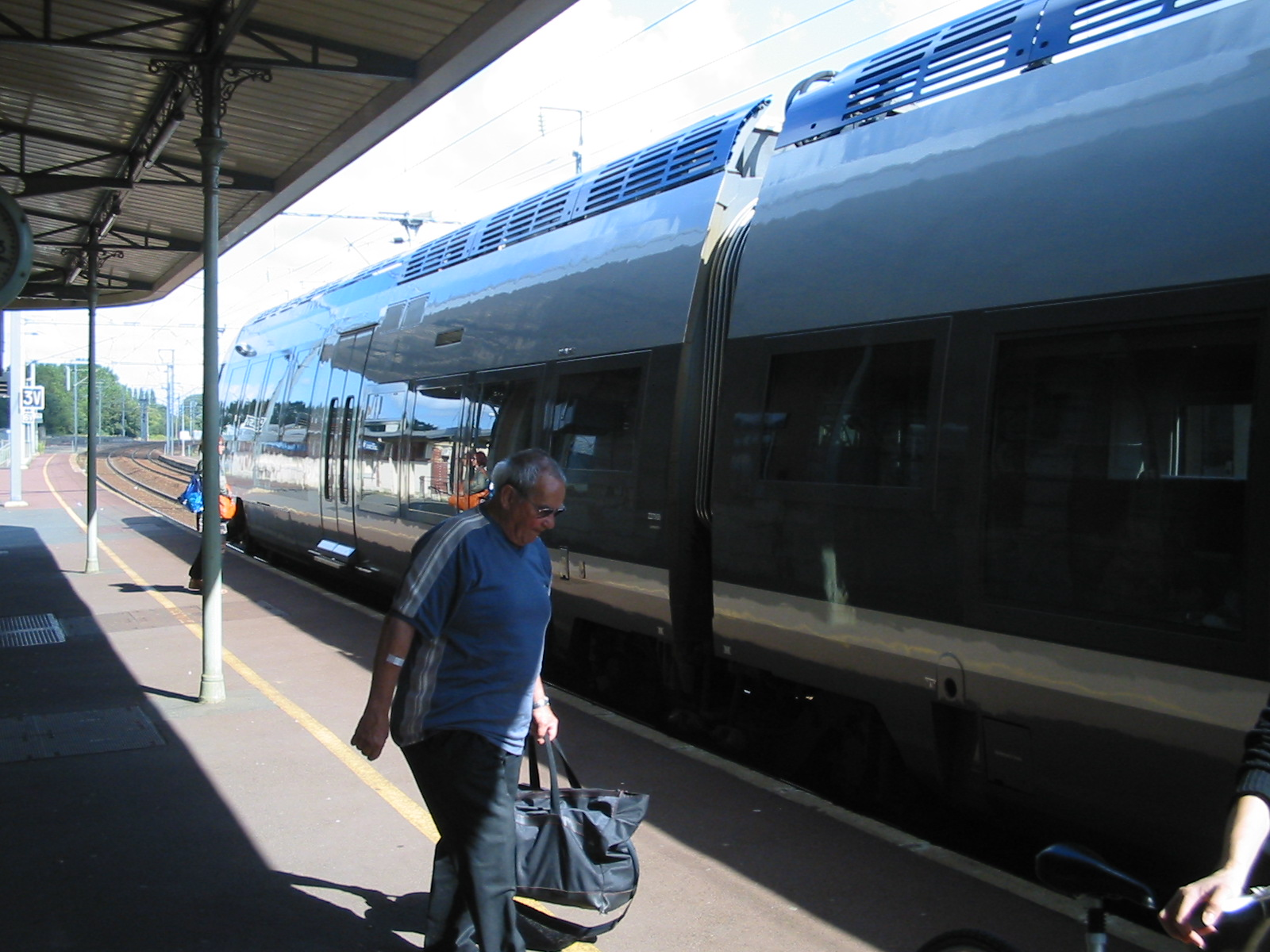
Desserte TER.
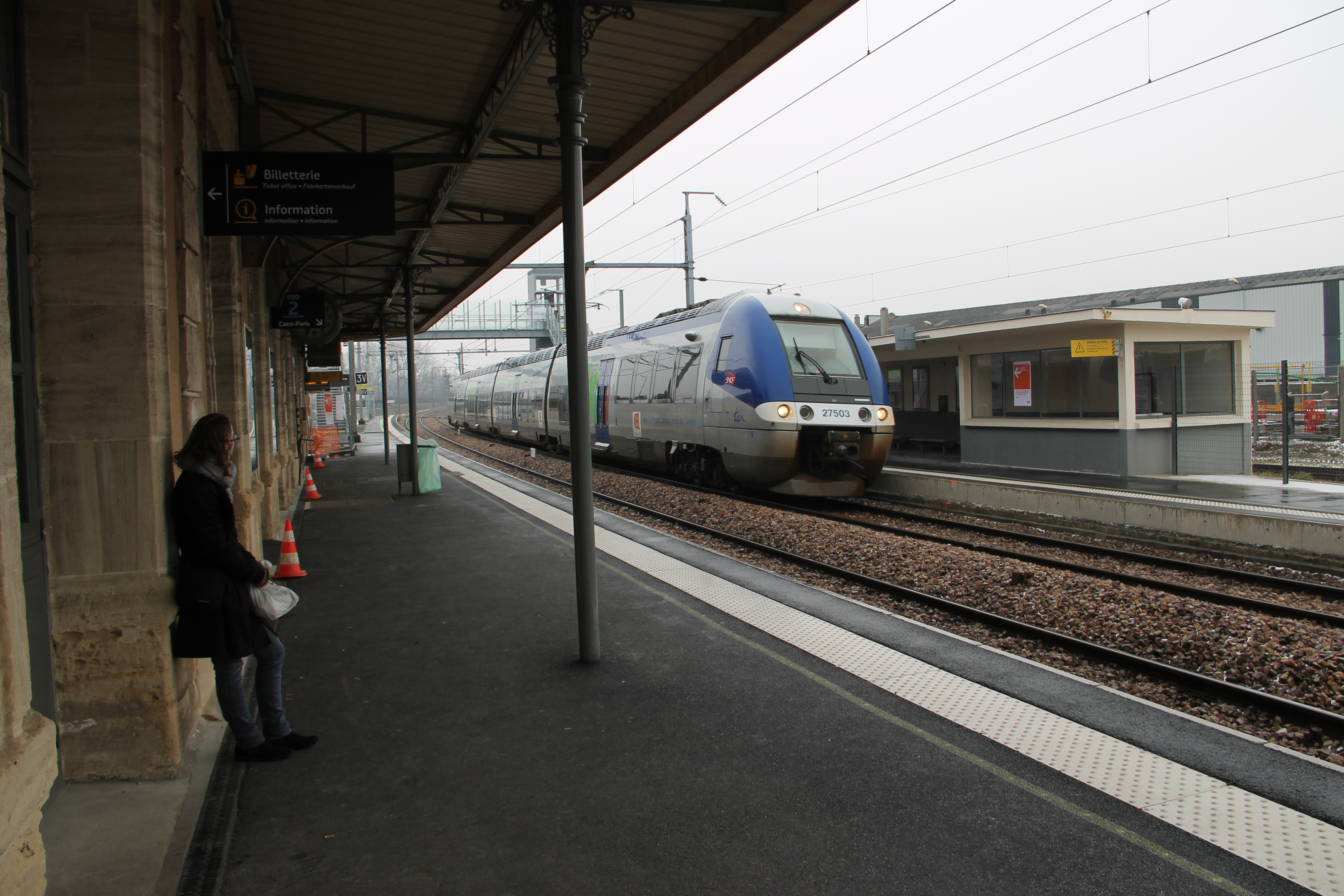
TER pour Saint-Lô.

## Service des marchandises
La gare est ouverte au fret. Elle n'est pas ouverte au trafic sur voies de débord, mais elle assure la desserte d'installations terminales embranchées.
Elle dépend du centre régional de douane de Caen et de la plateforme de Sotteville. Elle bénéficie d'un accord commercial permettant une desserte en trafic wagon isolé.